# Passo del Faiallo
Il passo del Faiallo è un valico dell'Appennino ligure.

## Geografia

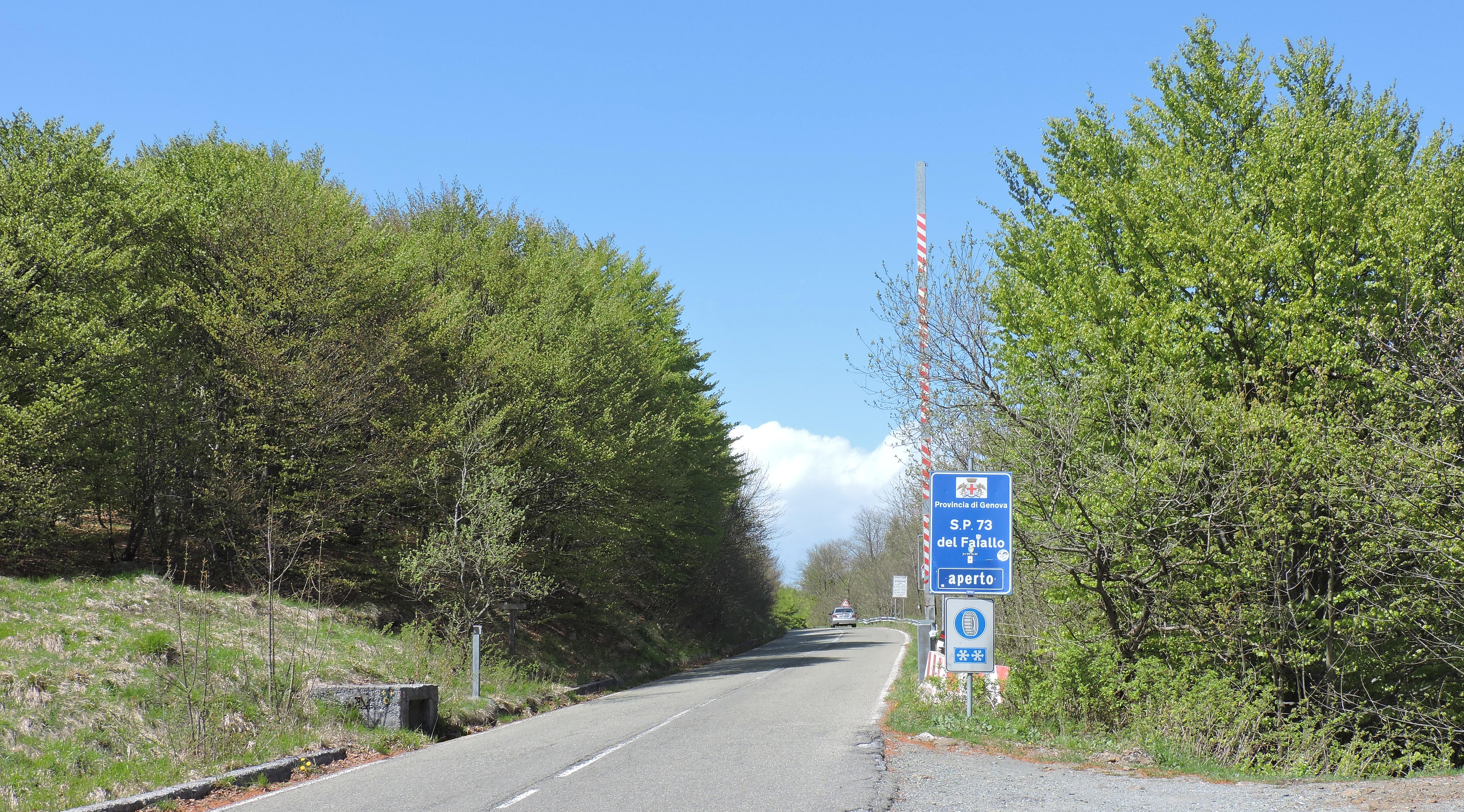
Il passo a fine aprile

Il colle è posto a quota 1 044 m s.l.m. lungo la Strada provinciale SP 73 che collega il passo del Turchino con San Pietro d'Olba, attraversando l'alta valle del torrente Orba e buona parte del territorio comunale di Urbe, in provincia di Savona, dove assume la denominazione di strada provinciale SP 40.
La reale altitudine del valico però, se si considera il vecchio sentiero che risale da Arenzano e Crevari attraverso il passo della Gava, è di 1 061 m s.l.m. ed è quella riportata in alcune carte IGM.
La zona del passo, data l'estrema vicinanza dello spartiacque al mare, è sede di singolari fenomeni meteorologici e ha una nevosità molto elevata. A causa di ciò non è infrequente trovare la strada del passo chiusa al traffico durante la stagione invernale.

## Toponimo
Il nome Faiallo deriverebbe dal latino fagus ("faggio" in italiano) tramite i corrispondenti termini liguri e piemontesi; l'albero è infatti presente in gran quantità nei boschi circostanti.

## Trasporti e escursionismo
Nelle vicinanze del passo, in territorio genovese, la strada provinciale passa nei pressi del sacrario dei martiri del Turchino e incrocia la medievale via della Cannellona che collegava Voltri con Masone e la valle Stura.

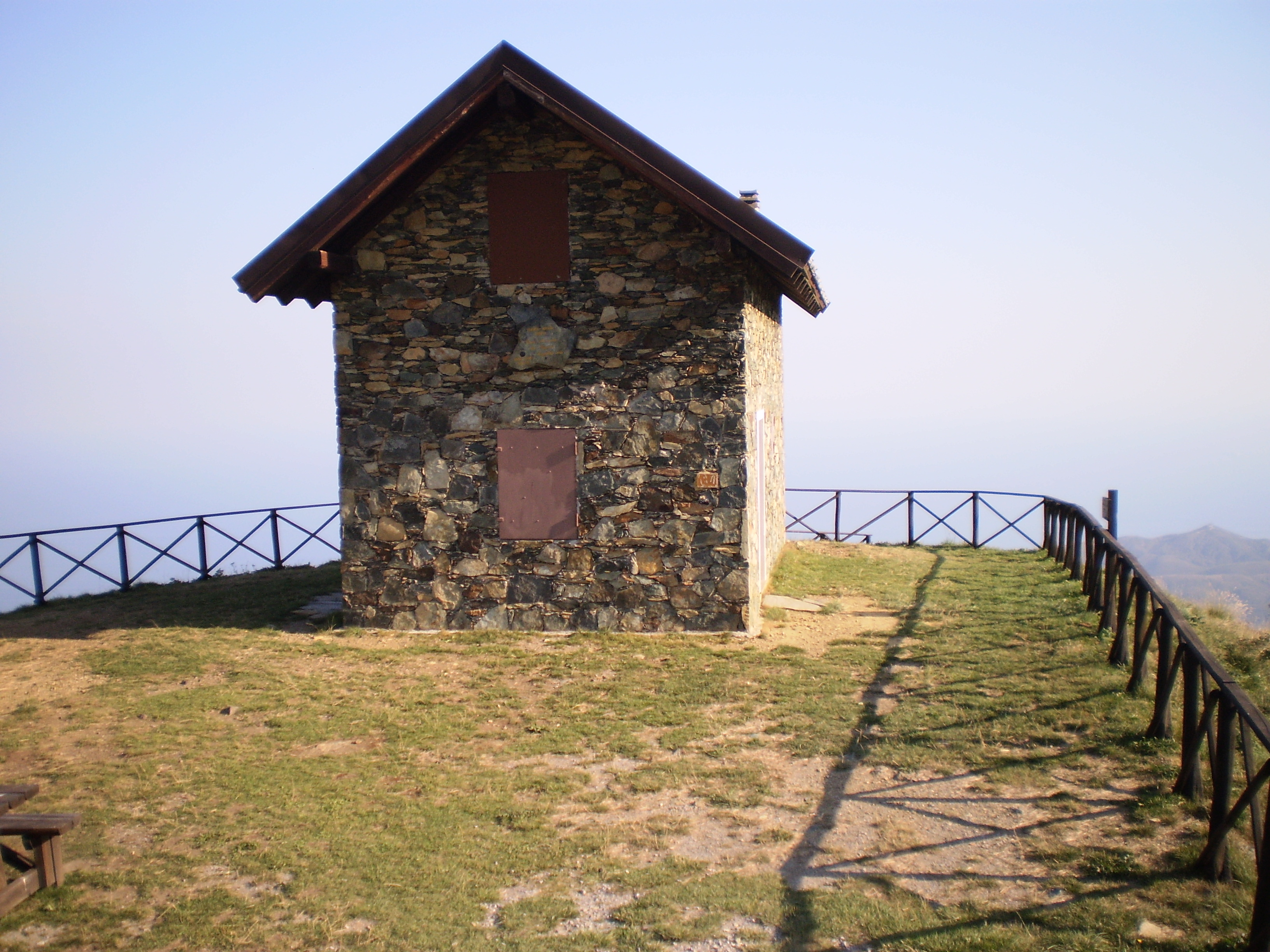
Casa della Miniera

Il passo del Faiallo, grazie all'omonimo albergo posto nelle immediate vicinanze del valico, è sede di una tappa dell'alta Via dei Monti Liguri. Da qui inizia il parco del Beigua, che arriva all'omonimo monte in direzione del Savonese.
Attraversando in lunghezza il primo spartiacque dal mare e costeggiando le prime formazioni montuose degne di nota (Bric del Dente 1 109 m s.l.m., monte Reixa 1 183 m s.l.m.) è sicuramente una tra le strade più panoramiche della Liguria e offre visioni del litorale genovese e della Riviera di Levante nelle giornate serene. Continuando in direzione ovest a meno di un chilometro da Prato Rotondo, in località Terrin a quota 1 078 m. s.l.m. si trova la "Casa della Miniera" un vecchio riparo in disuso, totalmente ristrutturato e risistemato dal Gruppo alpini di Cogoleto in collaborazione con la Comunità montana Argentea, una parte è aperta come riparo per gli escursionisti e un'altra è riservata agli alpini di Cogoleto e la terza settimana di luglio vi si svolge l'annuale festa degli alpini.

## Storia
La zona del Faiallo era percorsa dalle antiche vie del sale che partendo da Voltri si spingevano nell'Oltregiogo. Tale uso lascia alcuni toponimi, ad esempio il Dentino di Saliera presso il Bric del Dente.
In epoca napoleonica, durante l'assedio di Genova del 1800, vi fu un tentativo di rompere l'accerchiamento passando da Voltri per le alture che arrivano al sito dell'attuale Forte Geremia, ma i franco-genovesi del generale Massena non riuscirono a raggiungere lo spartiacque che era stato occupato dagli austriaci provenienti dalle Capanne di Marcarolo.